# Vasco2
 (décembre 2016).
Si vous disposez d'ouvrages ou d'articles de référence ou si vous connaissez des sites web de qualité traitant du thème abordé ici, merci de compléter l'article en donnant les références utiles à sa vérifiabilité et en les liant à la section « Notes et références ».
 (décembre 2016).
Démarré depuis 2015, Vasco2 est un projet qui a pour objectif la valorisation biologique des fumées industrielles en vue d'une culture de microalgues à des fins de production d'un biocarburant.

## Présentation
Ce programme de recherche appliquée, impliquant douze partenaires (port de Marseille-Fos, Codelp, Helio Pur Technologies, Ifremer, CEA, ArcelorMittal, Kem One, Solamat-Merex, LyondellBasell, Total, métropole d'Aix-Marseille-Provence, Inovertis) est entré en phase d'expérimentation préindustrielle en milieu réel avec la mise en place de bassins de culture de diverses espèces de microalgues d'origine marine au cœur de la zone industrialo-portuaire de Fos-sur-Mer (Bouches-du-Rhône), à proximité du chimiste Kem One, en septembre 2016. Des installations similaires devraient être implantées chez ArcelorMittal et Solamat-Merex au printemps 2017. La phase d'expérimentation devrait durer jusqu'à la fin de l'année 2018. Le projet s'attachera à étudier plusieurs paramètres comme la dissolution des fumées dans l'eau des bassins, la composition de la biomasse récoltée, le procédé peu énergivore de transformation des microalgues en biocarburant brut par liquéfaction hydrothermale ainsi que le raffinage qui sera comparé avec celui utilisé pour des pétroles conventionnels. Une évaluation des impacts économique, social et environnemental du programme Vasco2, ainsi que l'analyse du cycle de vie, seront également conduites dans la perspective de la structuration d'une véritable filière d'écologie industrielle. À l'issue de cette phase préindustrielle, Vasco2 pourra alors envisager la mise en œuvre d'un démonstrateur de taille industrielle, dernière étape avant une production à grande échelle de substituts au pétrole et de biocarburants de troisième génération dont un des bénéfices sera, au-delà de la contribution à la transition énergétique, de réduire les rejets atmosphériques de dioxyde de carbone et d'oxydes d'azote de la zone industrialo-portuaire de Fos-sur-Mer. Vasco2 est cofinancé par l'ADEME, et labellisé par le pôle Mer Méditerranée et Trimatec.

## Sources primaires
- http://www.meretmarine.com/fr/content/fos-les-fumees-industrielles-revalorisees-grace-aux-algues
- Agathe, « Un projet unique en Europe pour transformer les déchets en biocarburant s'installe à Fos », sur Made in Marseille.net, 17 octobre 2016 (consulté le 15 décembre 2016)